# Hegen (Adelsgeschlecht)

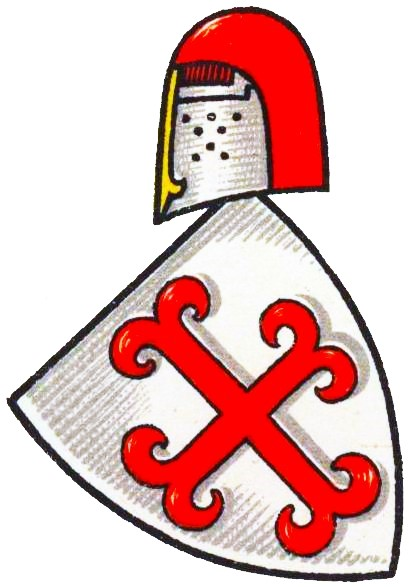
Wappen derer von Hegen (Hegem) im Wappenbuch des Westfälischen Adels

Hegen (auch Hege, Hegem o. ä.) ist der Name eines erloschenen rheinländischen Adelsgeschlechts.

## Geschichte
Das Geschlecht stammt aus Neuss. Schon 1291 veräußerten die Eheleute Gerhard von Hege und Elisabeth, die ihre Töchter Elisabeth und Sofia in das Kloster Eppinghoven gegeben hatten, eine Rente aus Häusern in Neuss.
1350 erscheint ein Arnold von Hegen, 1389 Johann von Hegen, Neusser Schöffe. Henrich von der Hegen war 1417 Ratsherr zu Neuss und Mathias von der Hegen 1419 Holzgraf zu Büderich für das Kapitel von St. Gereon zu Köln. Ferner erscheint Johann von der Hegen 1418 mit einem Mannlehen zu Niederkassel.
Später erscheint das Geschlecht im Raum Havert im heutigen Kreis Heinsberg. Denn Adam von Hegen genannt Alffen heiratete am 16. Juni 1566 in erster Ehe Amena von Velderat genannt Meuthen, Erbin zu Haus Alffen bei Havert im Amt Millen. In zweiter Ehe heiratete er Sophia von Zours, mit der er 1580 den Aldenhof bei Havert kaufte. In Livland soll er mehrere Güter erobert haben.
Adam hatte einen Sohn und eine Tochter: Dietrich und Maria von Hegen. Von Dietrich stammte eine Tochter die mit H. von Wylre verheiratet war. Ferner Bert, der 1635 kinderlos verstarb, sowie Margarethe († 1677), die mit Peter von Melle verheiratet war. Mit dieser Generation starb das Geschlecht Mitte des 17. Jahrhunderts aus.

## Wappen
Blasonierung: In Silber ein rotes Ankerkreuz (oder Schlangenkreuz). Auf dem Helm mit rot-silbernen Helmdecken ein goldgekrönter roter Drachenkopf.